# Arsakes (król Armenii)
Arsakes (stgr. Αρσακης; ur. ? - zm. 35) – król Armenii z dynastii Arsakidów panujący w latach 34 do 35.
Był synem Artabanusa II. Po śmierci Artaksesa III (18 - 34) jego ojciec umieścił go na tronie Armenii. W odpowiedzi Rzym poparł jako kontrkandydata Arsakesa Mithridatesa (35 - 37, 42 - 51), brata króla Iberów Farasmanesa (I w.) Mithridates i Farasmanes przekupili ludzi z dworu Arsakesa i ten w roku 35 został otruty.